# Hanitschia toxopei
Hanitschia toxopei är en kackerlacksart som först beskrevs av Hanitsch 1935.  Hanitschia toxopei ingår i släktet Hanitschia och familjen småkackerlackor. Inga underarter finns listade i Catalogue of Life.